# マラッカのエンリケ

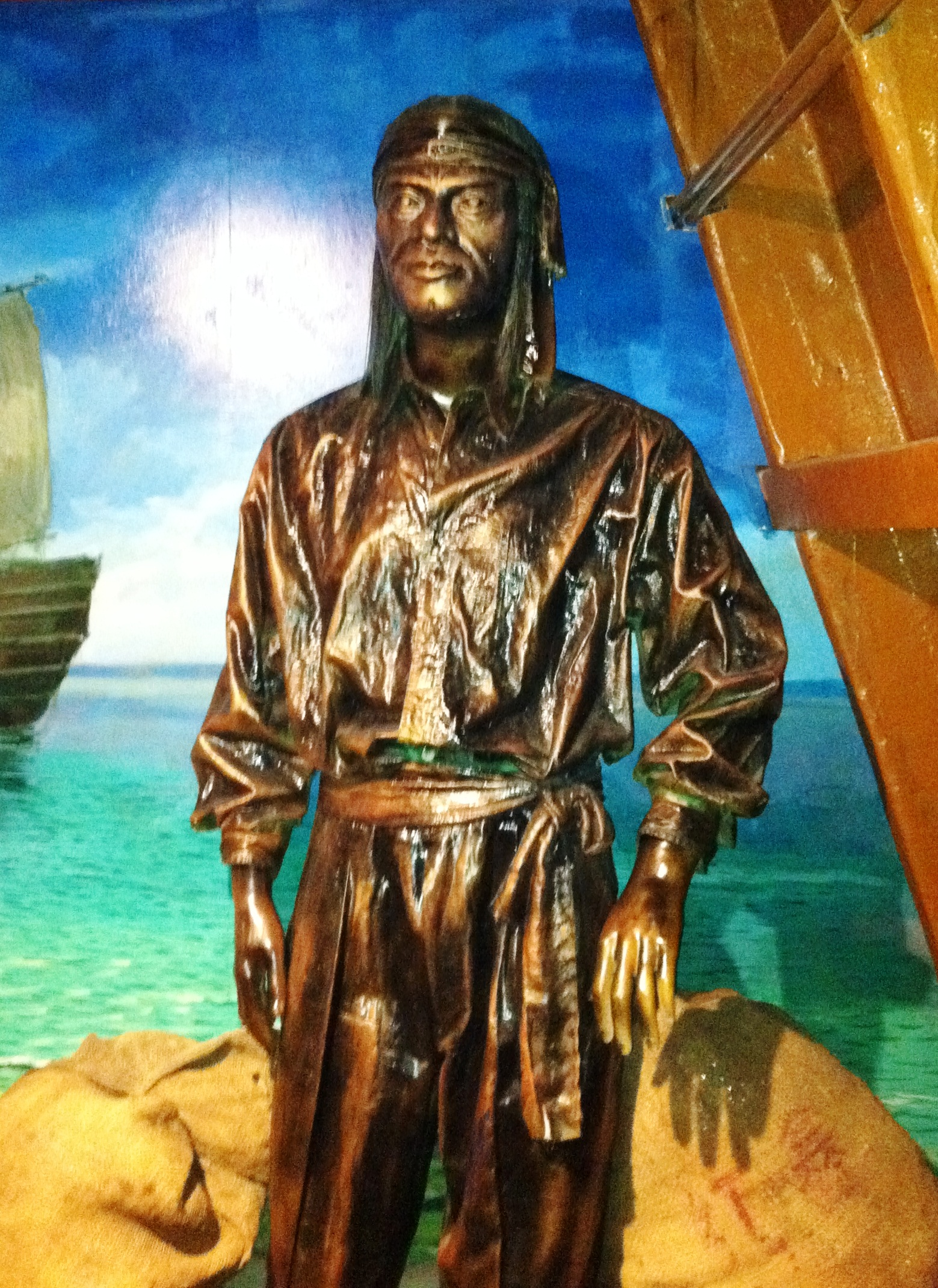
マレーシア・マラッカ海洋博物館にあるエンリケ像

マラッカのエンリケ（葡: Henrique de Malaca, 西: Enrique de Malaca）は、1511年から1521年までフェルディナンド・マゼランに奴隷として仕えた、マレー語圏出身の男性である。伝記作家シュテファン・ツヴァイクによれば、人類初の世界一周者である。

## 概説
マレー語圏で生まれたエンリケは、1513年、マゼランの奴隷として、マラッカから西回りでポルトガルに渡った。1519年からのマゼランの西回りの世界周航に同行したエンリケは、1521年、フィリピンのリマサワ島で、自分の母語マレー語が通じる住人と出合った。ツヴァイクは、この時がまさに、歴史上初めて1人の人間が世界一周を成しとげた瞬間であるというのである。ツヴァイクが言うには、エンリケは、マレー語圏を出発して、地球を西回りに回ってマレー語圏に戻ったということである。
しかし正確には、フィリピンはエンリケの故郷であるマラッカもしくはスマトラより東方であり、またマレー語圏でなく交流によりマレー語を解する人間がいる地域に過ぎず、地理的には世界一周には少々不足している。ただ、マゼラン艦隊から離脱したエンリケが生まれ故郷に戻った可能性はあり、その場合は真に世界一周した最初の人物であるといえるが、記録は残されていない。確実な記録のある初の世界周航者は、マゼラン艦隊の生き残りであるセバスティアン・デ・エルカーノやアントニオ・ピガフェッタら18人である（エンリケが故郷に戻ったにせよ、エルカーノらのスペイン帰着よりも後であった可能性もありえる）。

## 生涯
エンリケの出生等は不明であるが、マゼランの1519年の遺書によると、マラッカ生まれ26歳であるとしているので、1494年頃にマレー語圏（マラッカもしくはスマトラ）で生まれたと考えられる。マゼランがポルトガル艦隊の一員として1505-1513年東洋に赴任したなかで、1511年のマラッカ攻略の功でマゼランに与えられた奴隷とも、マゼランが買い取ったともされている（スペインの公式文書では、スペイン語名「Enrique」とされた）。エンリケは、彼を捕らえたポルトガル人によってキリスト教徒として洗礼を受けており、ポルトガル語名「Henrique」が洗礼証明書に記されている。彼の名はピガフェッタの著作、マゼランの遺書、及びインディアス貿易省のマゼラン遠征に関する公式文書に記録されている。
エンリケという名前は、彼が捕らえられた日が7月13日、神聖ローマ皇帝ハインリヒ2世の聖名祝日であることを意味している。この日付は、アフォンソ・デ・アルブケルケに率いられたポルトガル人たちがマラッカへの攻撃を開始してから数日のことであった。
マゼランは、エンリケをマラッカの先住民であると断定している。ただし、1519年からのマゼランの世界一周探検に同行したイタリア人アントニオ・ビガフェッタによれば、エンリケは、スマトラ出身であるとされる。ビガフェッタは、エンリケを「Henrich」と書き記している。エンリケを直接知る者の報告は、マゼランの遺書の他には、アントニオ・ピガフェッタ、ジネス・デ・マフラ、ジェノヴァ人の水先案内人、アントニオ・デ・ヘレーラ、フアン・セバスティアン・エルカーノ、バルトロメ・デ・ラス・カサスによるものがあり、二次情報源としてはジョアン・デ・バロス、フランシスコ・ロペス・デ・ゴマラなどが、エンリケを奴隷と見なしている。
マゼランが1519年、世界一周の航海に出る前に書いた遺書においては、エンリケについて、『私の死去の日以降、マラッカの町の生まれでほぼ26歳になる、私の捕虜であり奴隷であるエンリケは、奴隷たるの一切の義務ないし服従から解放され、その後は彼の意のままに行動してよろしい。さらに私の遺産の中から現金で1万マラベディを生活扶助として彼に与えたいと思う。彼がキリスト教徒になったゆえに、また彼が私の魂の平安を祈ってくれるように、私はこの遺産を彼に贈ることを保証する。』と書き残している。マゼランが1521年4月27日マクタン王ラプ＝ラプとの戦いで戦死したときは、エンリケはマゼランと共に戦って負傷している。これらのことから、マゼランの生前には、エンリケはマゼランにきわめて忠実に仕えていたことがうかがえる。
エンリケは、マゼランがヨーロッパに帰る際に、またマゼランが東インド諸島への西回り航路を探検する際に、マゼランに従った。彼は、奴隷兼通訳として、スペインのために働いた。ジネス・デ・マフラは、最初の著書で、エンリケのマレー語能力が探検の完成を決定づけるものであったと述べている。マフラは、「マゼランは部下たちに、彼らが目的地に着いたことを告げた。ヘレディアなる船員を上陸させ現地住民を捕らえさせたところ、その住民はマレー語、すなわちマレー半島の言語を解した」と記している。その島はフィリピン諸島の島で、捕らえた住民はマザウアの先住民だと判った。マフラはその場所をミンダナオ島であるとした。
ジェノヴァ人水先案内人は、スペインへの報告書の中で、（誤った内容の報告であるが）エンリケはマクタン島における戦闘（1521年4月27日）においてマゼランとともに死んだため、セブに戻った際には通訳がいなかったとしている。実際には、エンリケは1521年5月1日時点で生存しており、セブ王がスペイン人一行を招いた饗宴に参加している。
アントニオ・ピガフェッタの記録やトランシルヴァーノの聞き取りによれば、マゼランが戦死したマクタン島での戦闘で負傷したエンリケは、艦に戻っても通訳の仕事を放棄して横になっていた。そこで、マゼランの後を継いだ艦隊の指揮官デュアルテ・バルボザはエンリケに、『主人のマゼランが死んだからといって自由になったと思ったら大間違いだ。スペインに帰ったら未亡人のベアトリス様の奴隷になるのだ。今上陸しなかったら鞭を食らわすぞ』と脅し、エンリケはセブ王の元に遣わされた。
戻ってきたエンリケは、セブ王が艦隊幹部を宴会に招待していると報告したが、それは罠であり、宴会に出席したバルボザ以下艦隊幹部約30人は全員殺されることとなってしまった。ピガフェッタや同行の乗組員の推測では、エンリケがセブ王と図って、マゼランの死後は自由にするというマゼランの遺書を無視して自分の解放を認めようとしなかったバルボザに復讐を遂げたのだとされている。その後のエンリケの消息は分かっていない。